# Offensywa
Offensywa – audycja muzyczna emitowana w Programie Trzecim Polskiego Radia w piątkowe wieczory o godzinie 23:00. Prowadzona była przez Piotra Stelmacha, przy współpracy Anny Gacek. Z audycją współpracowali także Sasza Tomaszewski (Psychocukier), Borys Dejnarowicz i Jakub Wandachowicz.
Audycja propagowała muzykę alternatywną, niezależną, undergroundową i progresywną. W audycji swoje szczególne miejsce mieli artyści debiutujący. Od października 2010 r. program prezentował głównie muzykę polską. Program związany był z festiwalem Off Festival oraz cyklem koncertów Męskie Granie.

## Wydawnictwa płytowe
Do programu zostały wydane płyty muzyczne z utworami artystów związanych z tą audycją. Albumy z serii Offsesje, zawierają utwory zrealizowane i nagrane na potrzeby audycji Offensywa w Muzycznym Studiu Polskiego Radia im. Agnieszki Osieckiej.

### Piotr Stelmach prezentuje – Offensywa
Wydana w 2007 roku przez Polskie Radio.
1. Klara Czubak – "Next Time"
2. Psychocukier – "Sonic Cave"
3. Loco Motive Sun – "Obłąkany"
4. Lili Marlene – "Arogancky"
5. Wy w Dobrej Wierze – "Dobre rady"
6. Vixo – "Farewell in Oblivion"
7. Muchy – "Miasto doznań"
8. Phantom Taxi Ride – "Leave You Alone"
9. Beneficjenci Splendoru – "Moje studio"
10. Pawilon – "Blisko"
11. The Mothers – "Night Life in Big City"
12. Nell – "Red Ribbons"
13. L.Stadt – "Gore"
14. Renton – "Hey Girl"
15. Sensorry – "Głodny słońca"
16. The Black Tapes – "Love Letter"
17. Saluminesia – "100 dni"
18. Kombajn do Zbierania Kur po Wioskach – "Janusz Reaktor i Krystyna Zmrok" (utwór dodatkowy)
19. The Car Is On Fire – "Ex Boyfriend" (utwór dodatkowy)
20. Pink Freud – "Come as You Are" (utwór dodatkowy)

Płytę promował singiel zawierający utwory „Hey girl” (Renton) i „Miasto doznań” (Muchy).

### Piotr Stelmach prezentuje: Offensywa 2
Wydana w 2007 roku przez Polskie Radio.
1. Nell – "Lemon Cold Ice Milk"
2. Phantom Taxi Ride – "Devil Taxi Ride"
3. Nerwowe Wakacje – "Ola boi się spać"
4. Phonebox – "Second Station"
5. Pawilon – "Elf"
6. Beneficjenci Splendoru – "Let Me Be Your MC"
7. Marcinera Awaria – "Metronom"
8. Drivealone – "A State Of Art In Becoming Regretful"
9. Citizen Woman There – "Pleasure Pleasure"
10. Muchy – "21 dni"
11. Broadway Taxi – "Top of the Pops"
12. Hedo – "The Control"
13. Surowa Kara Za Grzechy – "Godzina szczerości"
14. The Black Tapes – "Social Lust"
15. Hatifnats – "Mathematix"
16. Klara Czubak – "Nothing Is"
17. California Stories Uuncovered – "The First Pink Yell"
18. New York Crasnals – "Long Sleeved Marco Polo"
19. Twilite – "How Can You Sleep?"
20. Artur Rojek – "Lato '76" (utwór dodatkowy)

Płytę promowała EPka zawierająca 2 utwory z płyty i 6 bonusów:
1. Nerwowe Wakacje – „Ola boi się spać”
2. Surowa Kara Za Grzechy – „Godzina szczerości”
3. Out Of Tune – „Killer pop machine” (Wersja offensywna – exclusive)
4. Psychocukier – „The holy hole” (Wersja offensywna – exclusive)
5. Jacek Lachowicz – „Płyń” (Wersja offensywna – exclusive)
6. Renton – „What’s not growing” (Wersja offensywna – exclusive)
7. Vixo – „Run away with me” (Wersja offensywna – exclusive)
8. Pustki – „Koniec kryzysu” (Wersja offensywna – exclusive)

### Piotr Stelmach prezentuje – Offensywa 3
Wydana w 2008 roku przez Polskie Radio (nr kat. PRCD 1179) i Warner Music Poland.
1. Drivealone – "Trains (intro)"
2. The Second Fond Villians – "Into Sweet Oblivion"
3. Kolorofon – "Bomba atomowa"
4. Phonebox – "160th Sign"
5. Skinny Patrini – "Switch Off"
6. FSN – "Little Things"
7. Marcinera Avaria – "So Why?"
8. Rotofobia – "10 piętro"
9. Dav Intergalactic – "Policjantki"
10. Excessive Machine – "Knowless"
11. Gentelman – "Cops"
12. Kixnare – "Outcome"
13. Twilite – "Disobey"
14. Perspecto – "Girls Will Nwver Stay Still"
15. Snowman – "Name Day"
16. Avell – "Deep Depp"
17. The Fourth Criominal – "(Im Gonna Be a) Celebrity"
18. Ayu – "Under Yellow Light"
19. Muchy – "Państwa miasta"

### Piotr Stelmach prezentuje: Offensywa 4
Wydana w 2011 roku przez Polskie Radio
1. Strefa Niskich Ciśnień - "McAlister"
2. Dead Snow Monster - "Get Your Guns"
3. Braty Z Rakemna - "Z twoich tłustych oczu"
4. Drekoty - "Masłem"
5. Dr. No feat. Misia Furtak - "Disarray"
6. Kontrolerzy - "63-900"
7. Kamp! - "Heats"
8. Oh Ohio - "Move So Slow"
9. Lovers In Uniforms - "The World"
10. Jazzpospolita - "Pobudzenie"
11. Mooryc - "LVD"
12. Nu Kidz On The Glock - "Boom Bar (bootleg)"
13. The Washing Machine - "The Hallow"
14. Plug & Play - "Dying With Emily"
15. Asia i Koty - "Hazy Morning"
16. Trupa Trupa - "Take My Hand"
17. Snowman - "It's My Life"

### Offsesje 1
Pierwszy album z serii Offsesje wydano w 2008 roku.
1. Baaba – "Pies"
2. Hatifnats – "Soil"
3. Phonebox – "Feel All Right"
4. Cool Kids of Death – "Bal sobowtórów"
5. The Black Tapes – "10 p.m."
6. Dick4Dick – "Another Dick"
7. Renton – "Obsession"
8. Afro Kolektyw – "Mężczyźni są odrażająco brudni i źli"
9. Bajzel – "Frustrated"
10. Rotofobia – "Nite"
11. Phantom Taxi Ride – "Love Drip"
12. Iowa Super Soccer – "One Day in the Grass..."
13. Polpo Motel – "Monsters"
14. Setting The Woods On Fire – "Delayed Sleep Phase Disorder"
15. Myslovitz – "Good Day My Angel"
16. Muchy feat. Afrojax i Borys Dejnarowicz – "Zapach wrzątku"

### Offsesje 2
Drugi album z serii Offsesje wydano w 2010 roku.
1. Voo Voo – "Puszcza"
2. Muchy – "Przesilenie"
3. Skinny Patrini – "Sweat"
4. Hellow Dog – "Dim the Lights"
5. Robert Gawliński – "Gdyby nie szerszenie"
6. Myslovitz – "W deszczu maleńkich żółtych kwiatów"
7. Indigo Tree – "Swell"
8. Kamp! – "Tristesse Royale"
9. No! No! No! – "Polska szkoła dokumentu"
10. Afro Kolektyw feat. Excessive Machine – "Ostateczne rozwiązanie naszej kwestii"
11. Dick4Dick – "Lost My Way"
12. Kim Nowak – "AAA!"
13. Letters From Silence – "Longest Journey Back Home"
14. Hatifnats – "The Holy Grail"
15. Tomek Makowiecki – "Boy Boy Boy"
16. Wojtek Mazolewski Quintet – "Jedynak"
17. Grabek – "Rosemary"

## Podobne audycje
W swoim charakterze nawiązywała do podobnych trójkowych audycji: Trójkowego Expressu (Pawła Kostrzewy) oraz Programu alternatywnego (Agnieszki Szydłowskiej i Piotra Stelmacha).